# Stade Rennais Football Club 2021-2022
Questa voce raccoglie le informazioni riguardanti lo Stade Rennais Football Club nelle competizioni ufficiali della stagione 2021-2022.

## Stagione
La stagione 2021-2022 è la centoventesima nella storia del club e la sua sessantacinquesima nella massima divisione. Essa vede lo Stade Rennais partecipare alla Ligue 1, per la ventottesima stagione consecutiva, e alla Coppa di Francia in ambito nazionale; all'Conference League in ambito europeo.

## Divise e sponsor
| Casa | Trasferta | Terza maglia |

## Rosa
In corsivo i calciatori ceduti durante la stagione
| N. |                    | Ruolo | Calciatore          |
| -- | ------------------ | ----- | ------------------- |
| 1  | Francia (bandiera) | P     | Romain Salin        |
| 3  | Francia (bandiera) | D     | Adrien Truffert     |
| 4  | Francia (bandiera) | D     | Loïc Badé           |
| 6  | Marocco (bandiera) | D     | Nayef Aguerd        |
| 7  | Francia (bandiera) | A     | Martin Terrier      |
| 8  | Francia (bandiera) | C     | Baptiste Santamaria |
| 9  | Francia (bandiera) | A     | Serhou Guirassy     |
| 10 | Francia (bandiera) | C     | Eduardo Camavinga   |
| 10 | Ghana (bandiera)   | A     | Kamaldeen Sulemana  |
| 11 | Belgio (bandiera)  | A     | Jérémy Doku         |
| 14 | Francia (bandiera) | C     | Benjamin Bourigeaud |
| 16 | Senegal (bandiera) | P     | Alfred Gomis        |
| 17 | Francia (bandiera) | A     | Loum Tchaouna       |
| 19 | Francia (bandiera) | C     | Andy Diouf          |
| 20 | Francia (bandiera) | C     | Flavien Tait        |

| N. |                         | Ruolo | Calciatore               |
| -- | ----------------------- | ----- | ------------------------ |
| 21 | Croazia (bandiera)      | C     | Lovro Majer              |
| 22 | Francia (bandiera)      | C     | Romain Del Castillo      |
| 22 | Francia (bandiera)      | D     | Lorenz Assignon          |
| 23 | Francia (bandiera)      | D     | Warmed Omari             |
| 24 | Francia (bandiera)      | A     | Gaëtan Laborde           |
| 25 | Norvegia (bandiera)     | D     | Birger Meling            |
| 26 | Francia (bandiera)      | C     | Lesley Ugochukwu         |
| 27 | Mali (bandiera)         | D     | Hamari Traoré (capitano) |
| 28 | Francia (bandiera)      | C     | Jonas Martin             |
| 30 | RD del Congo (bandiera) | P     | Pépé Bonet               |
| 31 | Francia (bandiera)      | D     | Jérémy Gélin             |
| 33 | Francia (bandiera)      | D     | Jeanuël Belocian         |
| 35 | Francia (bandiera)      | A     | Matthis Abline           |
| 39 | Francia (bandiera)      | A     | Mathys Tel               |
| 40 | Turchia (bandiera)      | P     | Doğan Alemdar            |

## Calciomercato

### Sessione estiva(dal 1º/7 al 1º/9)
| Acquisti         | Acquisti            | Acquisti        | Acquisti                  |
| R.               | Nome                | da              | Modalità                  |
| ---------------- | ------------------- | --------------- | ------------------------- |
| D                | Loïc Badé           | Lens            | definitivo (17 milioni €) |
| A                | Kamaldeen Sulemana  | Nordsjælland    | definitivo (17 milioni €) |
| A                | Gaëtan Laborde      | Montpellier     | definitivo (15 milioni €) |
| C                | Lovro Majer         | Dinamo Zagabria | definitivo (12 milioni €) |
| C                | Baptiste Santamaria | Friburgo        | definitivo (14 milioni €) |
| D                | Birger Meling       | Nîmes           | definitivo (3 milioni €)  |
| Altre operazioni |                     |                 |                           |
| R.               | Nome                | da              | Modalità                  |
| A                | Jordan Siebatcheu   | Club Bruges     | fine prestito             |
| A                | Mbaye Niang         | Al-Ahli         | fine prestito             |
| D                | Jérémy Gélin        | Anversa         | fine prestito             |
| C                | Rafik Guitane       | Marítimo        | fine prestito             |
| D                | Lilian Brassier     | Brest           | fine prestito             |
| D                | Sacha Boey          | Digione         | fine prestito             |
| A                | Metehan Güçlü       | Valenciennes    | fine prestito             |
| C                | Hakim El Mokeddem   | Sète            | fine prestito             |

| Cessioni | Cessioni            | Cessioni        | Cessioni                    |
| R.       | Nome                | a               | Modalità                    |
| -------- | ------------------- | --------------- | --------------------------- |
| A        | Jordan Siebatcheu   | Club Bruges     | definitivo (2,5 milioni €)  |
| C        | Eduardo Camavinga   | Real Madrid     | definitivo (20 milioni €)   |
| D        | Faitout Maouassa    | Club Bruges     | definitivo (4 milioni €)    |
| D        | Brandon Soppy       | Udinese         | definitivo (2 milioni €)    |
| D        | Lilian Brassier     | Brest           | definitivo (1,75 milioni €) |
| C        | Romain Del Castillo | Brest           | definitivo (1,5 milioni €)  |
| D        | Gerzino Nyamsi      | Strasburgo      | definitivo (1,5 milioni €)  |
| D        | Sacha Boey          | Galatasaray     | definitivo (1,15 milioni €) |
| A        | Mbaye Niang         | Bordeaux        | gratuito                    |
| C        | Rafik Guitane       | Stade Reims     | gratuito                    |
| D        | Damien Da Silva     | Olympique Lione | gratuito                    |
| C        | Yann Gboho          | Vitesse         | gratuito                    |
| C        | James Lea Siliki    | Middlesbrough   | prestito                    |
| A        | Franck Rivollier    | Stade Briochin  | prestito                    |
| C        | Clément Grenier     |                 | svincolato                  |
| C        | Steven Nzonzi       | Roma            | fine prestito               |
| D        | Dalbert             | Inter           | fine prestito               |

### Sessione invernale(dal 2/1 al 31/1)
| Acquisti | Acquisti | Acquisti | Acquisti |
| R.       | Nome     | da       | Modalità |
| -------- | -------- | -------- | -------- |

| Cessioni | Cessioni       | Cessioni | Cessioni |
| R.       | Nome           | a        | Modalità |
| -------- | -------------- | -------- | -------- |
| A        | Matthis Abline | Le Havre | prestito |
| A        | Metehan Güçlü  | Emmen    | prestito |

## Risultati

### UEFA Europa Conference League

#### Spareggi
| Arbitro: | Radu Petrescu |

|                         |           |  |
| Aguerd 15’ Guirassy 84’ | Marcatori |  |

| Arbitro: | Paweł Raczkowski |

|                    |           |                                       |
| Vecchia 68’ (rig.) | Marcatori | 6’ Del Castillo 41’ Aguerd 81’ Abline |

#### Fase a gironi
| Arbitro: | Halis Özkahya |

|                      |           |                              |
| Tait 23’ Laborde 72’ | Marcatori | 11’ (aut.) Badé 76’ Højbjerg |

| Arbitro: | Kevin Clancy |

|            |           |                                   |
| Wittek 30’ | Marcatori | 54’ (rig.) Guirassy 70’ Kamaldeen |

| Arbitro: | Volen Chinkov |

|            |           |                                 |
| Lotrič 20’ | Marcatori | 17’ (pen.) Guirassy 41’ Laborde |

| Arbitro: | Juri Frischer |

|          |           |  |
| Badé 76’ | Marcatori |  |

| Arbitro: | Espen Eskås |

|                      |           |                                    |
| Laborde 9’, 39’, 69’ | Marcatori | 43’ Huisman 75’ Buitink 90’ Openda |

| Londra 9 dicembre 2021, ore 21:00 CET 6ª giornata | Tottenham      | 0 – 3 (tav.) referto | Rennes | Tottenham Hotspur Stadium\| Arbitro: \| Horatiu Fesnic \| |
| Arbitro:                                          | Horatiu Fesnic |                      |        |                                                           |

#### Fase ad eliminazione diretta
| Arbitro: | Orel Grinfeld |

|                                |           |  |
| Albrighton 30’ Ịheanachọ 90+3’ | Marcatori |  |

| Arbitro: | Anastasios Sidīropoulos |

|                        |           |               |
| Bourigeaud 8’ Tait 76’ | Marcatori | 51’ W. Fofana |